# Thyasira incrassatus
Thyasira incrassatus är en musselart som först beskrevs av John Gwyn Jeffreys 1876.  Thyasira incrassatus ingår i släktet Thyasira och familjen Thyasiridae. Inga underarter finns listade i Catalogue of Life.